# Nynäshamns station
Nynäshamn är en station på Stockholms pendeltågsnät, belägen i Nynäshamn inom Nynäshamns kommun och utgör slutstation för  Nynäsbanan. En normal vintervardag har stationen cirka 900 påstigande (2015). Entré till mittplattformen sker norrifrån (banan går i en halvcirkel genom staden och avslutas i "fel" riktning). Stationen saknar entrébyggnad och biljetthall, men har väderskydd på plattformen. Den ligger 63,9 kilometer från Stockholms central, även om pendeltågen utgår från station Stockholm City.

## Historia
Stationen tillkom i samband med att Nynäsbanan öppnades för trafik år 1901. Det gamla stationshuset vid Järnvägsgatan 1 uppfördes år 1900. Det är ett  trähus med gulmålade spånfasader och hade liknande utseende som andra stationshus längs med Nynäsbanan. Byggnaden var, liksom flera av Nynäsbanans stationer, ritad av arkitekten Ferdinand Boberg. I dag ägs huset av Nynäshamnsbostäder.
Stationshuset kom att ligga något vid sidan av själva spårområdet. Det beror på att man tänkte bygga en så kallad säckstation, där spåren skulle avslutas framför byggnaden. Banan kom dock att byggas längre för att möjliggöra direktanslutning till Gotlandsbåtarna. Sådan trafik förekom åren 1902-1973 samt 1995-2007.

## Nynäshamns gamla stationshus

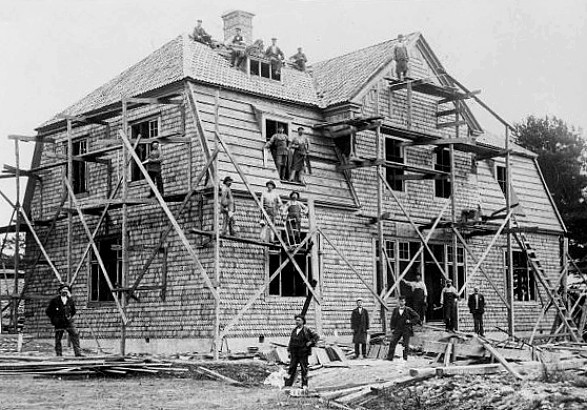
Stationshuset under uppförande, 1900-1901.
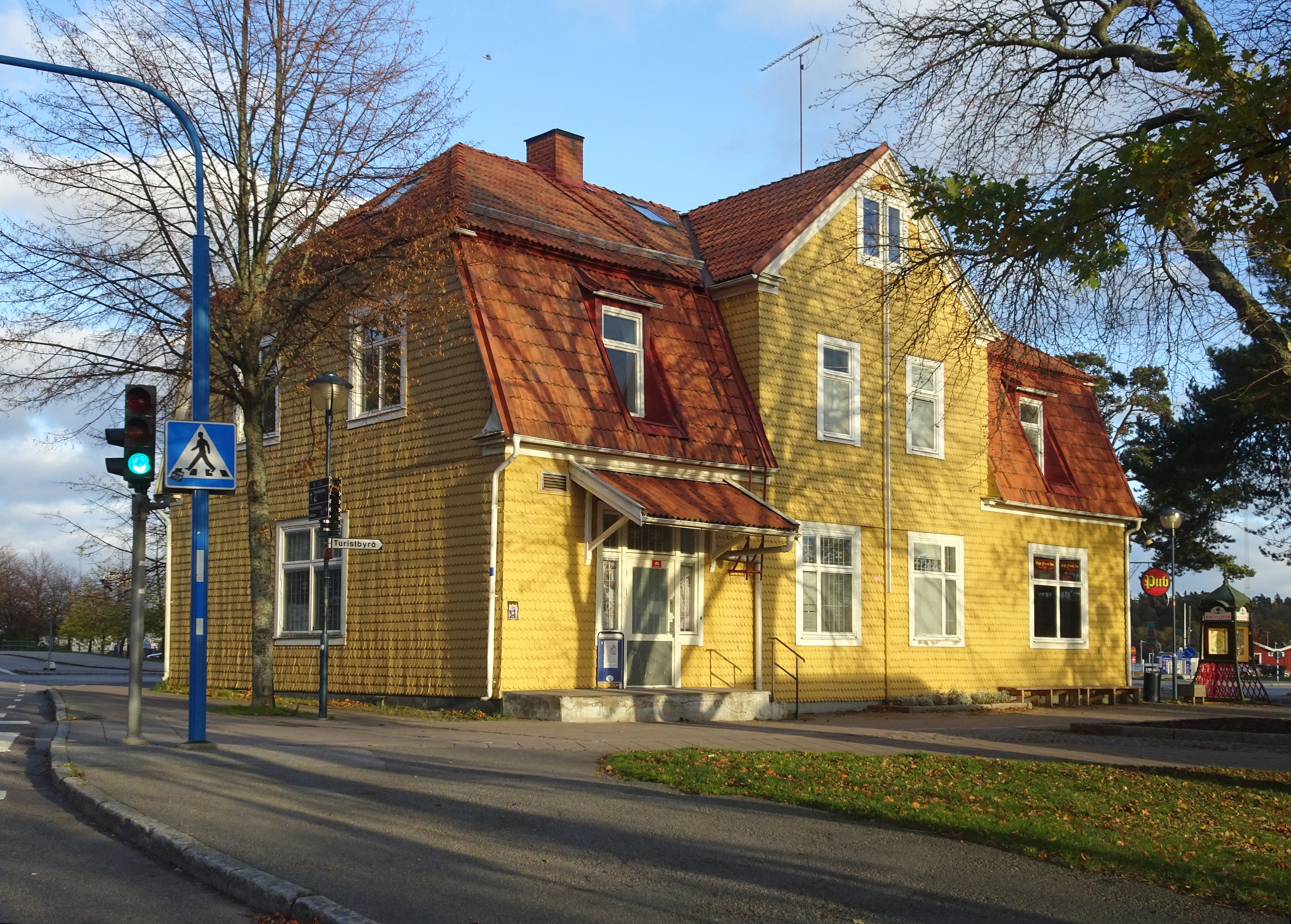
Stationshuset i oktober 2017.